# Kristianstad Arena
Kristianstad Arena é um ginásio para partidas de handball e eventos públicos em Kristianstad, na Suécia. A capacidade é de 4.700 espectadores para eventos esportivos e 5.000 para shows. O time de handball sueco IFK Kristianstad sedia suas partidas nele, que serviu como uma das sedes do Campeonato Mundial de Handebol de 2011.